# Pereskia

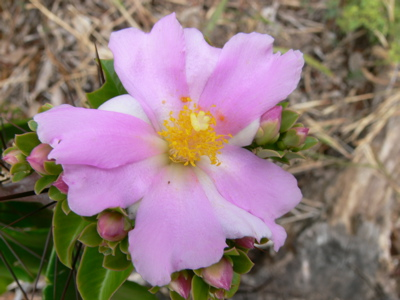
Pereskia grandifolia, detalle de la flor.

Pereskia es un género taxonómico que comprende 25 especies y variedades tropicales de cactus con hojas. Se encuentran desde Argentina hasta México. Al Bleo, se le suele llamar enredadera limón, cacto rosa, cacto de hojas,  guamacho, palo de puerco espín o supire. El género fue llamado así en honor a Nicolas-Claude Fabri de Peiresc, botánico francés del siglo XVI.

## Descripción
Las especies de Pereskia son cactos muy raros: generalmente recuerdan a las rosas salvajes más que a los cactos. Tienen hojas grandes, brillantes, y largas espinas en el tallo.  No todas son suculentas. Se pueden clasificar como arbustos, plantas de montaña o árboles ligeramente suculentos. Al contrario de Pereskiopsis, Maihuenia, Quiabentia y Austrocylindropuntia, que tienen hojas persistentes suculentas, Pereskia es el único género de cactus que tienen hojas persistentes pero no suculentas.
Las especies arbustivas usualmente crecen hasta 1 m de altura, mientras que las de montaña o las arborescentes pueden alcanzar de 5 a 20 m. Las flores pueden aparecer solas o agrupadas; recuerdan a las rosas y alcanzan un diámetro de 1 a 5 cm, variando los colores, en cada especie, del blanco, amarillo a magenta o rojo. Los frutos son esféricos, de 2 a 5 cm de diámetro, y de color rojo vino al madurar.

## Especies y variedades
- Pereskia aculeata
  - Pereskia aculeata var. rotundifolia
- Pereskia aureiflora
- Pereskia bahiensis
- Pereskia bleo, denominada Bleo[1] en las Antillas y Venezuela
- Pereskia corrugata
- Pereskia cubensis
- Pereskia diaz-romeroana
- Pereskia godseffiana
- Pereskia grandifolia
  - Pereskia grandifolia var. violacea
- Pereskia guamacho
- Pereskia horrida
  - Pereskia horrida horrida
  - Pereskia horrida rauhii
- Pereskia humboldtii
  - Pereskia humboldtii var. rauhii (sin. P. horrida)
- Pereskia lychnidiflora
- Pereskia marcanoi
- Pereskia nemorosa
- Pereskia portulacifolia, denominada abrojo[1] en las Antillas y Venezuela
- Pereskia quisqueyana
- Pereskia sacharosa
- Pereskia stenantha
- Pereskia vargasii
  - Pereskia vaugasii var. longispina
- Pereskia weberiana
- Pereskia zehntneri
- Pereskia zinniiflora
- Pereskia zinniaefolia

El género Rhodocactus (A.Berger) F.M.Knuth está en sinonimia con: Peirescia Zucc. (orth. var.), Peireskia Steud. (orth. var.) y Perescia Lem. (orth. var.).

## Cultivo
Son cactus fáciles de cultivar. Crecen rápidamente y tienen floración prolífica. Son más tolerantes a la humedad que otros cactus suculentos. Pueden usarse como «pie de injerto» para injertarle Zygocactus o Novembercactus y así crear plantas en miniatura.
Las plantas del género Pereskia se han naturalizado en el Caribe, las Indias Occidentales y África Occidental.

## Usos
Las hojas de Pereskia bleo tienen uso culinario como condimento en sopas y sancochos (como el mote de queso) en el Caribe colombiano. En Panamá, las hojas del bleo son un elemento básico de los indios kuna, quienes las comen frescas, como ensalada. Asimismo en Brasil son ampliamente consumidas las hojas de la planta «ora pro nobis» Pereskia aculeata, la cual es llamada «carne de pobre» por su alto valor nutritivo.

## Constituyentes psicoactivos
Estas plantas contienen tiramina y feniletilamina.